# Хюнфелд
Хюнфелд (на немски: Hünfeld) е град в окръг Фулда, Източен Хесен, Германия с 15 861 жители (към 31 декември 2013). Намира се ок. 16 км от Фулда и на ок. 26 км от Бад Херсфелд.
На 20 февруари 825 г. Хюнфелд е споменат като манастир (monasterium). Хюнфелд получава през 1244 г. права на пазар. На 27 юли 1310 г. получава права на град от крал Хайнрих VII.
Поетът Гьоте посещава града и през 1814 г. пише стихотворението Jahrmarkt zu Hünfeld (Пазарът в Хюнфелд).